# Bohuslav Matěj Černohorský
Bohuslav Matěj Černohorský O.F.M.Conv. (Nymburk, 16 febbraio 1684 – Graz, 1º luglio 1742) è stato un francescano e compositore ceco dell'età barocca.
Una delle sue opere è il Trifonico, scritta per l'organo, il pianoforte e il trombone.
Fondò a Praga una vera e propria scuola di composizione. Il suo apporto rappresenta per la Boemia l'apice del movimento barocco e prepara la via al classicismo. Ebbe come allievi Cristoph Willibald Glück e Giuseppe Tartini. Fu religioso francescano presso la chiesa di San Giacomo a Praga, divenne poi organista ad Assisi e a Padova, mentre compiva gli studi per diventare "magister musicae". Rientrò a Praga, ritornò poi per qualche tempo in Italia, ma morì sulla via di ritorno verso Praga.
La maggior parte della sua opera è andata perduta nell'incendio del suo monastero nel 1754. Le poche che ci sono pervenute rivelano un'ammirabile scrittura del contrappunto e della fuga.